# قاسم‌آباد (ماه‌نشان)
قاسم‌آباد یک روستا در ایران است که در دهستان قلعه‌جوق واقع شده‌است. قاسم‌آباد ۵۸ نفر جمعیت دارد.